# Jantarnij
Jantarnij (russisk: Янта́рный; tysk: Palmnicken; litauisk: Palvininkai; polsk: Palmniki) er et landsbyområde i Samland i Kaliningrad oblast i den russiske eksklave. Området havde 5 524 indbyggere i 2010. Stedet ligger i den nordvestlige del af den historiske region Østpreussen ved ravkysten, cirka 40 kilometer nordvest for Kaliningrad (Königsberg). Nabobyer er Donskoje (Groß Dirschkeim) i nord og Primorsk (Fischhausen) i syd.

## Historie
Landsbyen blev grundlagt i 1234 af Den Tyske Orden, og de gav landsbyen navnet Palmnicken. i 1525 blev byen og området en del af det preussiske hertugdømme. Under Trediveårskrigen blev Palmnicken okkuperet af Sverige i seks år.
Palmnicken var en del af Kongeriget Preussen fra 1701 og den preussiske provins Østpreussen fra 1773. Under syvårskrigen okkuperede Det russiske kejserdømme byen i årene 1758 til 1762. I 1827 startede udviklingen af rav i stor skala. I 1871 blev byen en del af det tyske kejserrige under den preussiske ledede samling af Tyskland.
Fra begyndelsen af 1900-tallet blev turistindustrien vigtigere, og byen var et kendt kurbad. I 1939 havde byen 3.079 indbyggere. Palmnicken blev erobret af Den røde armé tidligt i april 1945 under afslutningen af 2. verdenskrig, og har siden været under russisk kontrol.

### Massakren i Palmnicken
Under Den røde armés fremrykning i januar 1945, blev en koncentrationslejr som var en underlejr af Stutthof koncentrationslejren evakueret og de indsatte blev sendt på en dødsmarch via Königsberg til Palmnicken. Kun 3.000 af de oprindelige 7.000 indsatte overvejende jødiske kvinder fra Polen og Ungarn overlevede, da de den 27. januar nåede Palmnicken. Det var meningen at de overlevede indsatte skulle spærres inde i en af rav-grubernes tunneler, men grubens leder modsatte sig dette. SS-styrkerne tog da om natten 31. januar fangerne ned til stranden ved Palmnicken og tvang dem ud i det iskolde vand i Østersøen. Kun 15 indsatte overlevede denne krigsforbrydelse.

### Historie fra 1945
Den tyske befolkning blev fordrevet mod vest til Tyskland og byen blev befolket af indflyttede russere, hviderussere, ukrainere og tatarer. Palmnicken blev omdøbt til Jantarnij, efter det russiske ord for rav: jantar. Samtidig fik stedet status som en arbejderbebyggelse og blev også sæde for en landsbysovjet (landrådskommune i Rajon Primorsk. Fra juli 1947 til april 1953 var der i Jantarnij en interneringslejr for op til 2700 personer, som blev indsat som arbejdere i ravindustrien
Efter landsbysovjetten i 1959 blev nedlagt, kom Jantarnij i 1965 under bysovjetten i Swetlogorsk og blev en del af Swetlogorsks turist-industri-zone, forløberen for den i 1994 oprettede bykreds i Swetlogorsk. I 2004 blev Jantarnij selv sæde for en kommunal bykreds, som i 2010 også blev etableret som et administrativt-territorialt område.